# John Marks
John P.M. Marks (Sydney, 9 de Dezembro de 1952) é um ex-tenista profissional australiano.

## Grand Slam Final

### Simples (1 vice)
| Resultado | Data | Campeonato      | Piso  | Oponente        | Placar             |
| --------- | ---- | --------------- | ----- | --------------- | ------------------ |
| Vice      | 1978 | Australian Open | Grama | Guillermo Vilas | 4–6, 4–6, 6–3, 3–6 |

## ATP Títulos

### Simples 2 (0-2 vices)
| Resultado | N. | Data | Campeonato                 | Piso  | Oponente        | Placar             |
| --------- | -- | ---- | -------------------------- | ----- | --------------- | ------------------ |
| Vice      | 1. | 1975 | Sydney Outdoor, Austrália  | Grama | Ross Case       | 2–6, 1–6           |
| Vice      | 2. | 1978 | Australian Open, Melbourne | Grama | Guillermo Vilas | 4–6, 4–6, 6–3, 3–6 |

## Duplas (7 títulos)
| Resultado | N. | Data | Torneio                  | Piso     | Parceiro       | Oponentes                            | Placar        |
| --------- | -- | ---- | ------------------------ | -------- | -------------- | ------------------------------------ | ------------- |
| Campeão   | 1. | 1975 | ATP de Sydney, Austrália | Grama    | Mark Edmondson | Chris Kachel Peter McNamara          | 6–1, 6–1      |
| Vice      | 1. | 1976 | Palma, Espanha           | Saibro   | Mark Edmondson | John Andrews Colin Dibley            | 6–2, 3–6, 2–6 |
| Vice      | 2. | 1976 | ATP de Sydney, Austrália | Grama    | Mark Edmondson | Syd Ball Kim Warwick                 | 3–6, 4–6      |
| Campeão   | 2. | 1977 | Cairo, Egito             | Saibro   | John Bartlett  | Pat Du Pré Chris Lewis               | 7–5, 6–1, 6–3 |
| Campeão   | 3. | 1977 | Båstad, Suécia           | Saibro   | Mark Edmondson | Jean-Louis Haillet François Jauffret | 6–4, 6–0      |
| Campeão   | 4. | 1977 | Manila, Filipinas        | Duro     | Chris Kachel   | Mike Cahill Terry Moor               | 4–6, 6–0, 7–6 |
| Vice      | 3. | 1978 | ATP de Florença, Itália  | Saibro   | Mark Edmondson | Corrado Barazzutti Adriano Panatta   | 3–6, 7–6, 3–6 |
| Vice      | 4. | 1978 | ATP de Sydney, Australia | Duro (i) | Mark Edmondson | John Newcombe Tony Roche             | 4–6, 3–6      |
| Campeão   | 5. | 1978 | Hong Kong                | Duro     | Mark Edmondson | Hank Pfister Brad Rowe               | 5–7, 7–6, 6–1 |
| Vice      | 5. | 1978 | Taipei, Taiwan           | Carpete  | Mark Edmondson | Sherwood Stewart Butch Walts         | 2–6, 7–6, 6–7 |
| Vice      | 6. | 1979 | Hamburgo, Alemanha       | Saibro   | Mark Edmondson | Jan Kodeš Tomáš Šmíd                 | 3–6, 1–6, 6–7 |
| Campeão   | 6. | 1979 | Gstaad, Suíça            | Saibro   | Mark Edmondson | Ion Ţiriac Guillermo Vilas           | 2–6, 6–1, 6–4 |
| Vice      | 7. | 1979 | Båstad, Suécia           | Saibro   | Mark Edmondson | Heinz Günthardt Bob Hewitt           | 2–6, 2–6      |
| Campeão   | 7. | 1979 | Taipei, Taiwan           | Carpete  | Mark Edmondson | Pat Du Pré Robert Lutz               | 6–1, 3–6, 6–4 |